# SP-139
A SP-139 é uma rodovia transversal do estado de São Paulo, administrada pelo Departamento de Estradas de Rodagem do Estado de São Paulo (DER-SP).

## Denominações
Recebe as seguintes denominações em seu trajeto:
Nome:	Empei Hiraide, Rodovia
- De - até:	Sete Barras - Registro
- Legislação: LEI 7.035 DE 22/04/91

Nome:	Nequinho Fogaça, Rodovia
- De - até:	São Miguel Arcanjo - Sete Barras
- Legislação:	LEI 2.869 DE 04/06/81

Nome:	Santiago França, Rodovia
- De - até:	São Miguel Arcanjo - SP-127 (Gramadinho)
- Legislação:	LEI 1.975 DE 14/05/79

## Descrição
Principais pontos de passagem: BR-116 (Registro) - São Miguel Arcanjo - SP 127 (Gramadinho)

## Características

### Extensão
- Km Inicial: 0,000
- Km Final: 121,420

### Localidades atendidas
- Registro
- Sete Barras
- Capão Bonito
- São Miguel Arcanjo
- Itapetininga
- Gramadinho